# Narbuvoll
Narbuvoll is een klein dorp in de Noorse gemeente Os in fylke Innlandet. De plaats ligt ten zuidoosten van de hoofdplaats van de gemeente aan fylkesvei 28.  Het kerkje in het dorp stamt uit 1862. Anders dan de meeste kerken in dit deel van Noorwegen is het gebouw niet van hout maar van steen.